# Bžany (Stropkov)
Bžany es un municipio del distrito de Stropkov, en la región de Prešov, Eslovaquia. Tiene una población estimada, a fines del año 2020, de 199 habitantes.
Está ubicado al noreste de la región, cerca del río Ondava (cuenca hidrográfica del río Tisza) y de la frontera con  Polonia.

## Demografía
| Año        | 1994 | 2004     | 2014    | 2024     |
| ---------- | ---- | -------- | ------- | -------- |
| Población  | 144  | 172      | 168     | 223      |
| Diferencia |      | +19,44 % | −2,32 % | +32,73 % |

| Año        | 2023 | 2024    |
| ---------- | ---- | ------- |
| Población  | 229  | 223     |
| Diferencia |      | −2,62 % |